# American Pickers
American Pickers (titulado Cazadores de tesoros en Hispanoamérica, Cazatesoros en España, y The Pickers en Canadá, UK y Australia), es un reality show de televisión estadounidense que se estrenó el 18 de enero de 2010 en The History Channel.

## Resumen y recepción
El programa lo dirigen Mike Wolfe y Frank Fritz (fallecido en septiembre de 2024), que viajan por todo el medio oeste de Estados Unidos en una Mercedes-Benz Sprinter, así como el este y el sur. Se dedican a la compra de antigüedades y objetos de colección. Ellos trabajan con Danielle Colby-Cushman, que dirige la oficina de su negocio de antigüedades, desde su base en Le Claire, Iowa. Danielle investiga posibles pistas, y Mike y Frank localizan a los vendedores en el camino.
La apertura del programa está narrada por Mike Wolfe y Frank Fritz:

Soy Mike Wolfe. Y yo, Frank Fritz. Y somos recolectores. Viajamos por las carreteras de Estados Unidos en busca de "oro oxidado". Estamos buscando cosas asombrosas enterradas en los garajes y graneros de la gente. Lo que la mayoría de la gente ve "como basura", nosotros lo vemos como dinero. Compramos cualquier cosa que nos dé dinero. Cada objeto tiene su historia muy particular y las personas que conocemos son peculiares. Nos ganamos la vida contando la historia de Estados Unidos...  pieza por pieza

Wolfe y Fritz exploran los hogares, graneros, cobertizos y demás dependencias, y otros lugares donde se han recogido las antigüedades y objetos de colección. Hacen un llamamiento a los coleccionistas ocasionales, acaparadores y, en ocasiones, las personas que han heredado las colecciones abrumadoras de basura aparente. Wolfe tiene un interés particular en motocicletas antiguas, bicicletas viejas y denarios centavo, mientras que Fritz tiene una afición por los juguetes antiguos, latas de aceite, antigüedades y Hondas de edad.

## En History
La serie de televisión se estrenó el 18 de enero de 2010. El episodio de estreno de American Pickers, consiguió 3,1 millones de televidentes, por lo que es el más alto debut de clasificación de canales Historia desde Ice Road Truckers en 2007. La temporada 2 se estrenó el 7 de junio de 2010. El 8 de septiembre de 2010 el episodio "Laurel & Hardy" obtuvo puntuaciones tan altas como 5,3 millones de espectadores en la clase de adultos de 25-54 años. A partir de ese episodio, la serie mantiene el #1 de series no-ficción de 2010 entre el total de televidentes y adultos de 25-54. La temporada 3 estrenó 28 de marzo de 2011.